# Sarabrug
De Sarabrug is een voormalig brugwaterschap in de provincie Groningen.
Rond 1860 werd er door de eigenaren ten zuiden van de Ommelanderwijk een houten brug aangelegd over het kanaal. Om het innen van de bijdrage voor het onderhoud te vergemakkelijken, werd in 1927 een waterschap opgericht.
Het schap lag geheel binnen het bemalingswaterschap Boven-Ooster. Op 1 januari 1986 ging het onderhoud over naar de gemeente Veendam.